# Tobin Heath
Tobin Powell Heath (Morristown, 29 maggio 1988) è una calciatrice statunitense, di ruolo centrocampista.

## Biografia
Heath è nata a Morristown, New Jersey dai genitori Jeff e Cindy Heath, crescendo invece a Basking Ridge. Heath ha un fratello più piccolo, Jeffrey, e due sorelle maggiori, Perry and Katie. Sua sorella Katie, ha giocato l'NCAA Division I di tennis per l'Università del Delaware.
Nel 2019 Heath, insieme alle compagne di nazionale Christen Press, Megan Rapinoe e Meghan Klingenberg, ha fondato il brand di moda gender-neutral Re-inc, di cui è Co-CEO.
Dal ottobre 2015 ha una relazione con Christen Press, giocatrice della Nazionale di calcio femminile degli Stati Uniti d'America e Co-CEO di Re-inc, relazione resa pubblica solamente il 20 luglio 2022 durante il red carpet dei premi ESPN.

## Carriera

### Club

#### Calcio collegiale
Ha ricevuto una borsa di studio per l'Università della Carolina del Nord, dove ha studiato Scienze della Comunicazione.
Ha giocato nel National Collegiate Athletic Association  (NCAA) dal 2006 al 2010. Dal 2006 al 2010 veste la maglia della North Carolina Tar Heels e con i suoi 19 goal e 32 assist aiuta la squadra a vincere tre volte i campionati universitari (2006, 2008 e 2009).

#### Calcio professionistico
Nel 2010 fu selezionata dagli Atlanta Beat.
Il 10 dicembre 2010, Heath passò allo Sky Blue, giocò 12 partite. La squadra finì quinta nel campionato con 5 vittorie, 4 pareggi e 9 sconfitte.
Nel 2012 si unisce ai New York Fury. Gioca una sola partita, dopo essersi ripresa da un infortunio alla caviglia, prima di essere chiamata in ritiro dalla Nazionale.
Heath firmò un contratto di sei mesi con il Paris Saint-Germain all'inizio del 2013, registrando 12 apparizioni e cinque gol tra campionato e coppe.
Alla creazione della National Women's Soccer League (NWSL) nel gennaio 2013 Heat fu allocata ai Portland Thorns FC, a cui passò dopo la conclusione della stagione con il Paris-Saint Germain. I Thorns vinsero il titolo battendo i Western New York Flash per 2-0, con un gol di Heat su punizione.
Nel giugno 2014 venne annunciato il suo ritorno al Club di Portand alla fine del contratto di prestito con il PSG, lasciando la Francia con un tabellino di altre 7 presenze in D1, che si andavano a sommare alle 8, con 4 reti, nel 2013.

### Nazionale
Heath fece la prima apparizione con la Nazionale maggiore il 18 gennaio 2008 contro la Finlandia.
Ha partecipato alle Olimpiadi di Pechino nel 2008 giocando tre partite.
Heath ha preso parte alle Olimpiadi di Londra del 2012, giocando tutte e sei le partite e realizzando tre assist.
Heath ha giocato 5 delle 7 partite della 2015 FIFA Women's World Cup in Canada. Nella finale contro il Giappone terminata 5-2 ha realizzato il quinto gol su assist di Morgan Brian.
Con la Nazionale degli USA ha disputato un totale di 131 partite e realizzato 18 reti, inoltre ha vinto un Campionato mondiale e due edizioni consecutive dei giochi olimpici (2008 e 2012).

## Palmarès

### Club
- National Women's Soccer League: 2
- Portland Thorns: 2013, 2017

### Nazionale
- Algarve Cup: 4

2008, 2011, 2013, 2015
- Oro olimpico: 2

Pechino 2008, Londra 2012
- Bronzo olimpico: 1

Tokyo 2020
- CONCACAF Women's Championship: 2

2014, 2018
- Campionato mondiale femminile di calcio: 2

2015, 2019
- SheBelieves Cup: 3

2016, 2018, 2020
- Tournament of Nations: 1

2018

### Individuale
- U.S. Soccer Athlete of the Year: 2
  - Miglior giovane: 2009
  - Atleta dell'anno: 2016